# Cimitero israelitico di Firenze
Il nuovo cimitero israelitico di Firenze  si trova in via di Caciolle, in zona Rifredi.

## Storia e descrizione
Il terreno per il nuovo cimitero ebraico - tuttora in uso - fu acquistato nel 1871 nella zona di Rifredi, quando si rivelò insufficiente quello di viale Ariosto.
L'architetto Marco Treves eseguì il progetto e ne curò poi la sistemazione negli anni 1881-84.
All'ingresso è posto un cancello in ferro battuto affiancato da due pilastri in di aspetto neoclassico. Attraverso le due porte ai lati del cancello si entra nell'area cimiteriale, ove fu edificata una cappella funebre a pianta centrale, proceduta da un portico sormontato da un timpano con a fianco due ali per le camere mortuarie. 
Fra i vari monumenti funebri è importante quello del rabbino Samuel Zvi Margulies (1858-1922).